# Carl Eric Hammarberg
Carl Eric Hammarberg, född 5 maj 1858 i Östersund, död 29 september 1938 i Sundsvall, var en svensk sjökapten och museist.
Carl Eric Hammarberg var son till inspektören Per Erik Hammarberg. Efter läroverksstudier i Sundsvall gick han till sjöss, avlade styrmansexamen 1876, sjökaptensexamen 1879 och utexaminerades som ångbåtsbefälhavare från Stockholms navigationsskola 1881. Han vistades i USA 1881–1885 där han huvudsakligen arbetade som kofferdiskeppare. Senare var han 1889–1906 lantbrukare i Medelpad och innehade 1907–1909 en herrekiperingsaffär i Sundsvall. 1909 blev han biträde hos intendenten för det tre år tidigare startade Medelpads Fornhem, Olof Högberg. År 1910 blev han amanuens vid museet och 1916 intendent. Även om museet startat tidigare, var det Hammarberg som inbringade största delen av dess samlingar. Med den så kallade skvadern kom han att väcka stort intresse bland museets besökare. Hammarberg publicerade tidnings- och tidskriftsartiklar och mindre fristående skrifter i främst populärvetenskapliga ämnen från vitt skilda områden, huvudsakligen under signaturen Homo. Han är begravd på Sundsvalls Gustav Adolfs kyrkogård.